# Região Geográfica Intermediária de Rio Branco
A Região Geográfica Intermediária de Rio Branco é uma das duas regiões intermediárias do estado brasileiro do Acre e uma das 134 regiões intermediárias do Brasil, criadas pelo Instituto Brasileiro de Geografia e Estatística (IBGE) em 2017. É composta por 14 municípios, distribuídos em três regiões geográficas imediatas.
Sua população total estimada pelo Instituto Brasileiro de Geografia e Estatística (IBGE) para 1º de julho de 2018 é de 629 490 habitantes, distribuídos em uma área total de 76 808,574 km².
Rio Branco é o município mais populoso da região intermediária, além de ser capital do estado, com 401 155 habitantes, de acordo com estimativas de 2018 do Instituto Brasileiro de Geografia e Estatística (IBGE).

## Regiões geográficas imediatas
| Região geográfica imediata | Municípios                                                                          | População Estimativa 2018 | Área (km²) |
| -------------------------- | ----------------------------------------------------------------------------------- | ------------------------- | ---------- |
| Rio Branco                 | Acrelândia Bujari Capixaba Plácido de Castro Porto Acre Rio Branco Senador Guiomard | 498 297                   | 22 459,977 |
| Brasiléia                  | Assis Brasil Brasiléia Epitaciolândia Xapuri                                        | 70 318                    | 13 702,404 |
| Sena Madureira             | Manoel Urbano Santa Rosa do Purus Sena Madureira                                    | 60 875                    | 40 646,193 |
| Total                      | 14                                                                                  | 629 490                   | 76 808,574 |